# Harmonville
Harmonville település Franciaországban, Vosges megyében. Lakosainak száma 210 fő (2022. január 1.). Harmonville Punerot, Tranqueville-Graux, Favières, Gémonville, Selaincourt és Autreville községekkel határos.

## Népesség
A település népességének változása:
| Lakosok száma | 232  | 235  | 242  | 229  | 224  | 219  | 217  | 216  | 210  |
|               | 2013 | 2015 | 2016 | 2017 | 2018 | 2019 | 2020 | 2021 | 2022 |